# Грчка на Зимским олимпијским играма 1980.
Грчкој је ово били девето учешће на Зимским олимпијским играма. На Олимпијским играма 1980., у Лејк Плесиду, САД Грчка је послала 3 учесника (3 мушкараца), који су се такмичили две дисциплине једног спорта.
Заставу Грчке на церемонији отварања носио је алпски скијаш Лазарос Архонтопулос.
На овим играма представници Грчке нису освојили ниједну медаљу, па је и после ових Игара Грчка остала у групи земања које нису освајале медаље на Зимским олимпијским играма.

## Учесници по спортовима
| Спорт          | Мушкарци | Жене | Укупно |
| -------------- | -------- | ---- | ------ |
| Алпско скијање | 3        | 0    | 3      |
| Укупно(1)      | 3        | 0    | 3      |

## Резултати

### Алпско скијање
| Такмичар             | Дисциплина | Трка 1                | Трка 1                | Трка 2                | Трка 2                | Укупнп                | Укупнп                | Детаљи |
| Такмичар             | Дисциплина | Време                 | Поз.                  | Време                 | Поз.                  | Време                 | Поз.                  | Детаљи |
| -------------------- | ---------- | --------------------- | --------------------- | --------------------- | --------------------- | --------------------- | --------------------- | ------ |
| Lazarakis Kekhagias  | велеслалом | 1:42,16               | 61                    | 1:41,24               | 49                    | 3:23,40               | 51                    |        |
| Giannis Stamatiou    | велеслалом | 1:41,80               | 60                    | 1:43,19               | 51                    | 3:24,99               | 52                    |        |
| Лазарос Архонтопулос | велеслалом | 1:36,32               | 57                    | 1:39,91               | 48                    | 3:16,23               | 48                    |        |
| Giannis Stamatiou    | слалом     | 1:10,86               | 39                    | 1:07,27               | 33                    | 2:18.13               | 33                    |        |
| Лазарос Архонтопулос | слалом     | Није завршио 1. вожњу | Није завршио 1. вожњу | Није завршио 1. вожњу | Није завршио 1. вожњу | Није завршио 1. вожњу | Није завршио 1. вожњу |        |
| Lazarakis Kekhagias  | слалом     | Није завршио 1. вожњу | Није завршио 1. вожњу | Није завршио 1. вожњу | Није завршио 1. вожњу | Није завршио 1. вожњу | Није завршио 1. вожњу |        |